# Ugransky (huyện)
Huyện Ugransky (tiếng Nga: Угрáнский райо́н) là một huyện hành chính tự quản (raion), của Tỉnh Smolensk, Nga. Huyện có diện tích 2768 km², dân số thời điểm ngày 1 tháng 1 năm 2000 là 12100 người. Trung tâm của huyện đóng ở Ugra.